# Handball-Oberliga Baden-Württemberg der Frauen 2015/16
Die Handball-Oberliga Baden-Württemberg der Frauen 2015/16 wird unter dem Dach der Handballverbände Baden, Südbaden und Württemberg organisiert und ist die höchste Spielklasse des Verbundes. Die Oberliga – BW  ist nach der Bundesliga, der 2. Bundesliga und der 3. Liga eine der vierthöchsten Spielklassen im deutschen Handball.

## Saisonverlauf
Die Handball-Oberliga Baden-Württemberg der Frauen 2015/16 war die sechzehnte Ausspielung dieser Handballliga.

### Modus
Vierzehn Mannschaften spielten eine Vor- und Rückrunde. Nach Abschluss der daraus resultierenden Spieltage sind Meister und Vizemeister in die 3. Liga aufgestiegen und drei Mannschaften sind in die Verbandsligen abgestiegen.

## Teilnehmer
Nicht mehr dabei waren die Auf- und Absteiger der Vorsaison. Neu hinzukamen die Absteiger (A) der 3. Liga und die Aufsteiger (N) aus den Verbandsligen.

Handballverband Baden

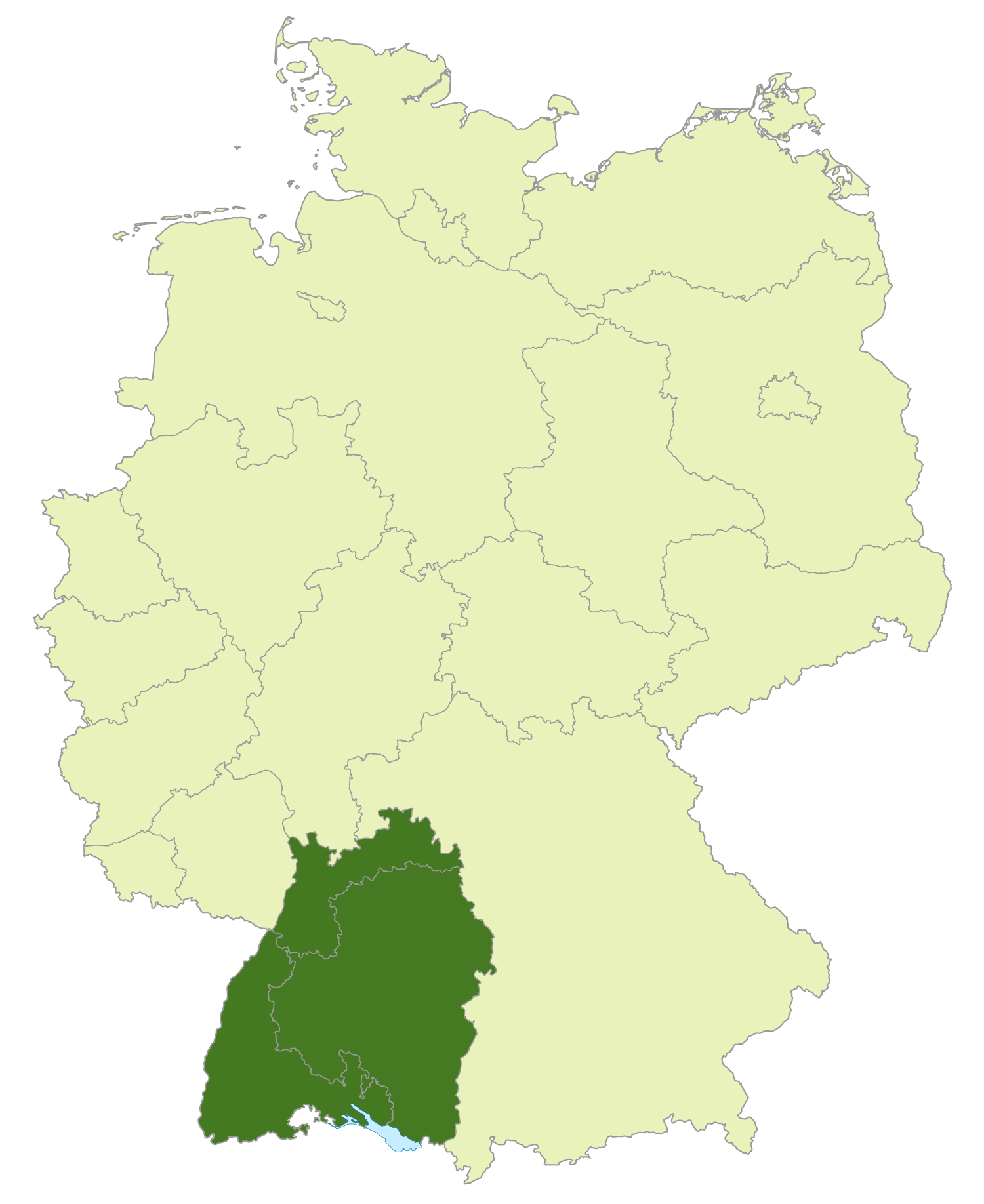
Bereich Handball-Oberliga
Baden-Württemberg

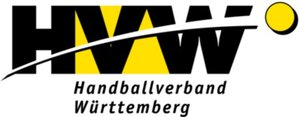
Handballverband Württemberg

### Abschlussplatzierungen
|  1. TSV Birkenau  2. TV Brombach 1882 - 3. TuS Metzingen II(N)  4. HSG Deizisau/Denkendorf (R) - 5. HSG St. Leon/Reilingen - 6. TSV Bönnigheim 1895 (N) - 7. TS Ottersweier - 8. TuS 1920 Ottenheim(N) - 9. SG Nußloch (A) - 10 HSG Mannheim - 11 WSG Eningen/Pfullingen  12 TSV Germania Malsch - 13 FSG Donzdorf/Geislingen  14 TSV Amicitia Viernheim (N) |

(A) = Absteiger aus der 3. Liga (N) = neu in der Liga (R) = Rückzug
  Meister und Aufsteiger zur 3. Liga 2016/17
 Aufsteiger zur 3. Liga 2016/17
- Für die Oberliga 2016/17 qualifiziert